# كانديلا أندوجار
كانديلا أندوجار جيمينيز (من مواليد 26 مارس 2000) لاعبة كرة قدم إسبانية تلعب كمهاجمة في نادي فالنسيا، على سبيل الإعارة في نادي برشلونة.

## روابط خارجية
- كانديلا أندوجار على موقع الاتحاد الدولي (مؤرشف)  (الإنجليزية)
- كانديلا أندوجار على موقع الاتحاد الأوربي (الإنجليزية)
- كانديلا أندوجار على موقع قاعدة بيانات كرة القدم.إي يو (الإنجليزية)
- كانديلا أندوجار على موقع Soccerway.com (الإنجليزية)
- كانديلا أندوجار على موقع عالم كرة القدم.نت (الإنجليزية)